# Stegosauroniscus horridus
Stegosauroniscus horridus là một loài chân đều trong họ Eubelidae. Loài này được Schmoelzer miêu tả khoa học năm 1974.